# ガウデアムス (学生歌)

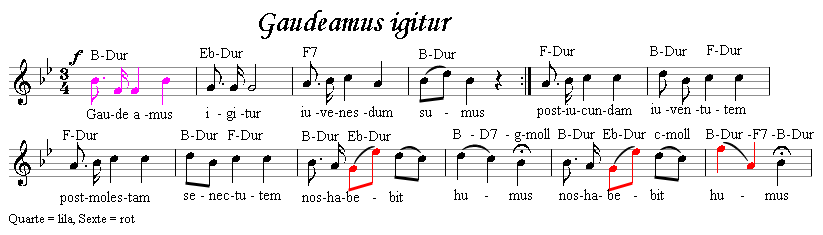

ガウデアームス (Gaudeamus) は、ヨーロッパ各国に伝わる伝統的な学生歌。ガウデアームス、またはガウデアームス・イギトゥル (Gaudeamus igitur) と呼ばれる。「だから愉快にやろうじゃないか」とも訳される。1267年にボローニャの司教であるストラーダという人物が作曲。日本では「ドイツ学生歌」として紹介されたため、よくドイツに限定された歌と間違われるが、汎ヨーロッパで親しまれている歌である。
フランツ・フォン・スッペのオペレッタ『愉快な仲間』 (Die flotten Burschen) の序曲でこのメロディが使われている。
ヨハネス・ブラームスの『大学祝典序曲』で引用される4つの学生歌のうち、最後に現れるのがこの曲である。
ユニバーシアードにおいては、開閉会式、および各競技の表彰式で（国歌に代わり）勝者を称える歌として、この曲が演奏される。

## 原詞
ラテン語の原詞と参考訳は以下の通り。

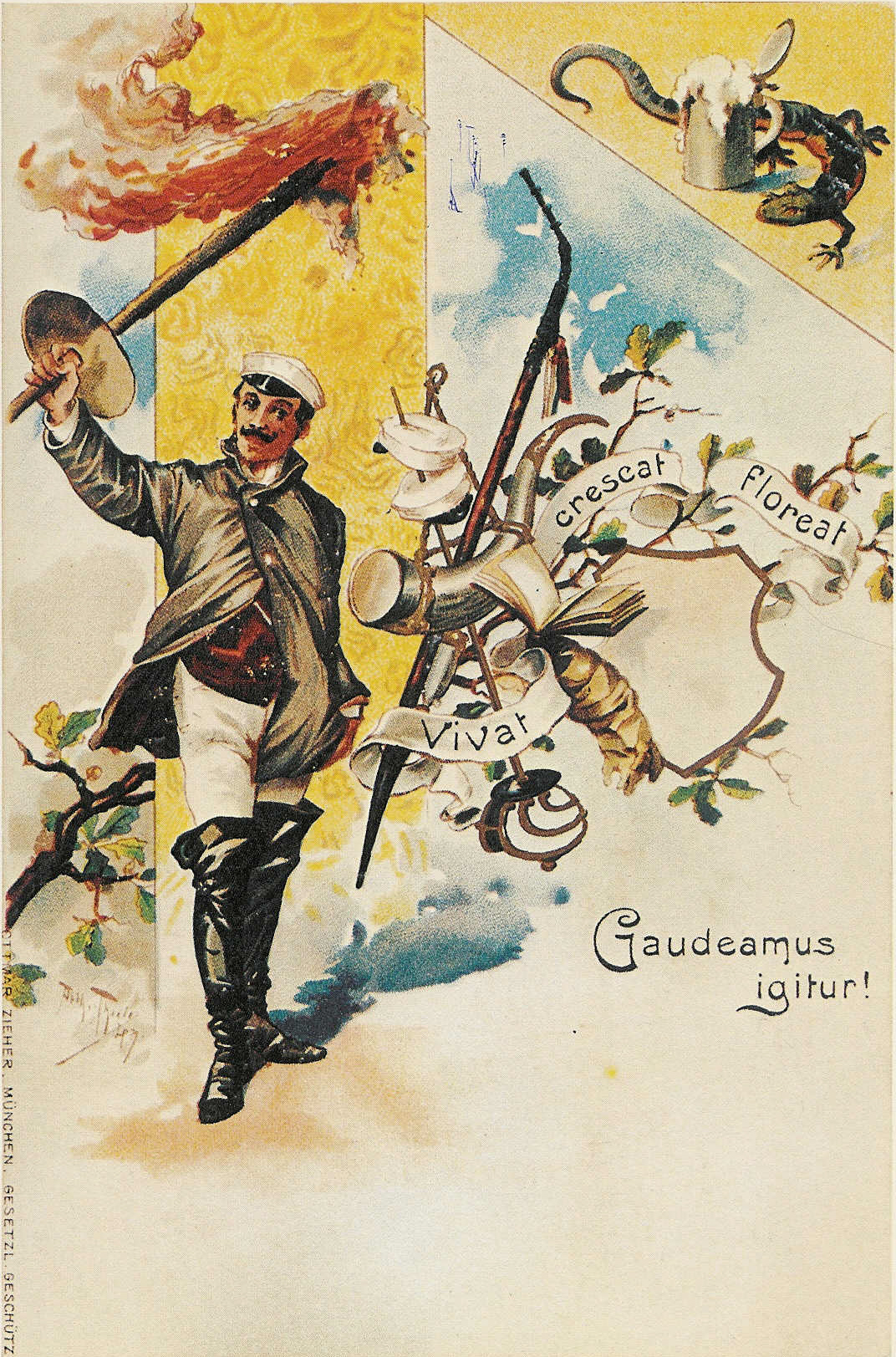
1898年のドイツの絵葉書。学生生活が描かれ、『ガウデアームス・イギトゥル』 (Gaudeamus igitur) と書かれている

1. |: Gaudeamus igitur,

Juvenes dum sumus; :|

Post jucundam juventutem,

Post molestam senectutem

|: Nos habebit humus! :|

諸君、大いに楽しもうではないか。

私たちが若いうちに。

素晴らしい青春が過ぎた後、

苦難に満ちた老後の過ぎた後、

私たちはこの大地に帰するのだから！

2. |: Vita nostra brevis est,

Brevi finietur, :|

Venit mors velociter,

Rapit nos atrociter,

|: Nemini parcetur. :|

私たちの人生は短い。

短くて限られている。

死はすぐにでも訪れる。

残酷にも、私たちはこの世から去らねばならない。

誰も逃れられない。

3. |: Ubi sunt qui ante nos

In mundo fuere? :|

Vadite ad superos,

Transite ad inferos,

|: Hos si vis videre. :|

先に生きていた人たちは

いったいどこへ去ったというのか？

天国へ、

あるいは深淵へ、

彼らに会うならば行かねばならない。

4. |: Vivat academia,

Vivant professores, :|

Vivat membrum quodlibet,

Vivant membra quaelibet,

|: Semper sint in flore! :|

私たちの大学、いつまでも

私たちの先生たち、いつまでも

私たち学生、いつまでも

すべての、どんな人たちも、

つねに栄えあれ！

5. |: Vivant omnes virgines

Faciles, formosae, :|

Vivant et mulieres,

Tenerae, amabiles,

|: Bonae, laboriosae! :|

愛らしく美しい乙女たち、いつまでも（1〜2行目）

優しく愛すべき淑女たち、いつまでも（3〜4行目）

正直であれ、働き者であれ！

6. |: Vivat et respublica

Et qui illam regit, :|

Vivat nostra civitas,

Maecenatum caritas,

|: Quae nos hic protegit! :|

私たちの国よ、国を統べる者よ、いつまでも（1〜2行目）

私たちの街よ、守護者の慈悲よ、いつまでも（3〜4行目）

私たちを守りたまえ！

7. |: Pereat tristitia,

Pereant osores, :|

Pereat diabolus,

Quivis antiburschius,

|: Atque irrisores! :|

悲しみを遠ざけよ。

憎しみを滅せよ。

憎しみの悪魔を滅せよ、

私たち学生に徒なすものを、

私たち学生をあざけるものを！

8. |: Quis confluxus hodie

Academicorum? :|

E longinquo convenerunt,

Protinusque successerunt

|: In commune forum; :|

この大学に集まっているのは何者か？（1〜2行目）

遠方随所から来た者たち、

そして最初の功を成した者たちが

この大学に集う。

9. |: Vivat nostra societas,

Vivant studiosi :|

Crescat una veritas,

Floreat fraternitas,

|: Patriae prosperitas. :|

私たちの団結よ、いつまでも。

私たちの学舎よ、いつまでも。

真実と、

誠実さが、私たちの絆を育む。

そしてまた私たちの国の繁栄も。

10. |: Alma Mater floreat,

Quae nos educavit; :|

Caros et commilitones,

Dissitas in regiones

|: Sparsos, congregavit; :|

私たちを育てる学びの園は栄える。

教えの源。

学生よ、仲間よ

遠方より集まる者たちよ

いざ旅立ち、また、いざ集え！